# Rockin' & Driftin'
| Recensione | Giudizio |
| ---------- | -------- |
| AllMusic   | [ 1 ]    |

Rockin' & Driftin' è il secondo album discografico dei The Drifters, pubblicato dalla casa discografica Atlantic Records nel novembre del 1958.

## Tracce
Lato A
1. Moonlight Bay – 2:07 (Edward Madden, Percy Wenrich) – Registrato il 28 aprile 1958 a New York
2. Ruby Baby – 2:15 (Jerry Leiber, Mike Stoller) – Registrato il 19 settembre 1955 a Los Angeles, California
3. Drip Drop – 2:27 (Jerry Leiber, Mike Stoller) – Registrato il 28 aprile 1958 a New York
4. I Gotta Get Myself a Woman – 2:13 (Jesse Stone) – Registrato il 21 giugno 1956 a New York
5. Fools Fall in Love – 2:28 (Jerry Leiber, Mike Stoller) – Registrato l'8 novembre 1956 a New York
6. Hypnotized – 2:02 (Terry Noland, Norman Petty) – Registrato il 16 aprile 1957 a New York
7. Yodee Yakee – 2:19 (Wilbert Smith, A. Nugetre) – Registrato il 16 aprile 1957 a New York

Lato B
1. I Know – 2:12 (Ted Brooks, John Jennings) – Registrato il 16 aprile 1957 a New York
2. Soldier of Fortune – 2:35 (K. Millet) – Registrato il 21 giugno 1956 a New York
3. Drifting Away from You – 2:05 (Jimmy Oliver) – Registrato il 19 settembre 1955 a Los Angeles, California
4. Your Promise to Be Mine – 2:35 (Jimmy Oliver) – Registrato il 19 settembre 1955 a Los Angeles, California
5. It Was a Tear – 2:29 (Jimmy Oliver) – Registrato l'8 novembre 1956 a New York
6. Adorable – 2:37 (Buck Ram) – Registrato il 19 settembre 1955 a Los Angeles, California
7. Steamboat – 2:27 (Buddy Lucas) – Registrato il 19 settembre 1955 a Los Angeles, California

## Musicisti
Moonlight Bay / Drip Drop
- Bobby Hendricks - voce tenore solista
- Gerhart Thrasher - voce tenore
- Jimmy Millender - voce baritono
- Tommy Evans - voce basso
- Jimmy Oliver - chitarra
- Altri musicisti non accreditati

Ruby Baby / Drifting Away from You / Your Promise to Be Mine / Adorable / Steamboat
- Bobby Hendricks - voce tenore solista
- Johnny Moore - voce tenore
- Gerhart Thrasher - voce tenore
- Andrew Thrasher - voce baritono
- Bill Pinkney - voce basso
- Jimmy Oliver - chitarra
- Buddy Lucas - sassofono tenore
- Sconosciuto - sassofono baritono
- Sconosciuto - pianoforte
- Sconosciuto - contrabbasso
- Sconosciuto - batteria

I Gotta Get Myself a Woman / Soldier of Fortune
- Johnny Moore - voce solista tenore
- Gerhart Thrasher - voce tenore
- Andrew Trasher - voce baritono
- Bill Pinkney - voce basso
- Jimmy Oliver - chitarra
- Sconosciuto - sassofono tenore
- Sconosciuto - pianoforte
- Sconosciuto - contrabbasso
- Sconosciuto - batteria

Fools Fall in Love / It Was a Tear
- Johnny Moore - voce tenore solista
- Gerhart Thrasher - voce tenore
- Charlie Hughes - voce baritono
- Tommy Evans - voce basso
- Jimmy Oliver - chitarra

Hypnotized / Yodee Yakee / I Know
- Johnny Moore - voce tenore solista
- Gerhart Thrasher - voce tenore
- Charlie Hughes - voce baritono
- Tommy Evans - voce basso
- Jimmy Oliver - chitarra
- Sconosciuto - sassofono tenore
- Sconosciuto - pianoforte
- Sconosciuto - contrabbasso
- Sconosciuto - batteria[4]

Note aggiuntive
- Ahmet Ertegun e Jerry Wexler - produttori e supervisione
- Marvin Israel - copertina album
- Gary Kramer - note retrocopertina album[5]

## Singoli dell'album in classifica
| Data    | Titolo del brano           | Posizione classifica Hot 100 | Posizione classifica R&B |
| ------- | -------------------------- | ---------------------------- | ------------------------ |
| 1955    | Adorable                   | -                            | 1                        |
| 1956    | I Gotta Get Myself a Woman | -                            | 11                       |
| 1956    | Ruby Baby                  | -                            | 10                       |
| 1956    | Steamboat                  | -                            | 5                        |
| 03/1957 | Fools Fall in Love         | 69                           | 10                       |
| 07/1957 | Hypnotized                 | 79                           | -                        |
| 06/1958 | Moonlight Bay              | 72                           | -                        |
| 08/1958 | Drip Drop                  | 58                           | -                        |